# 스뫼르고스보르드

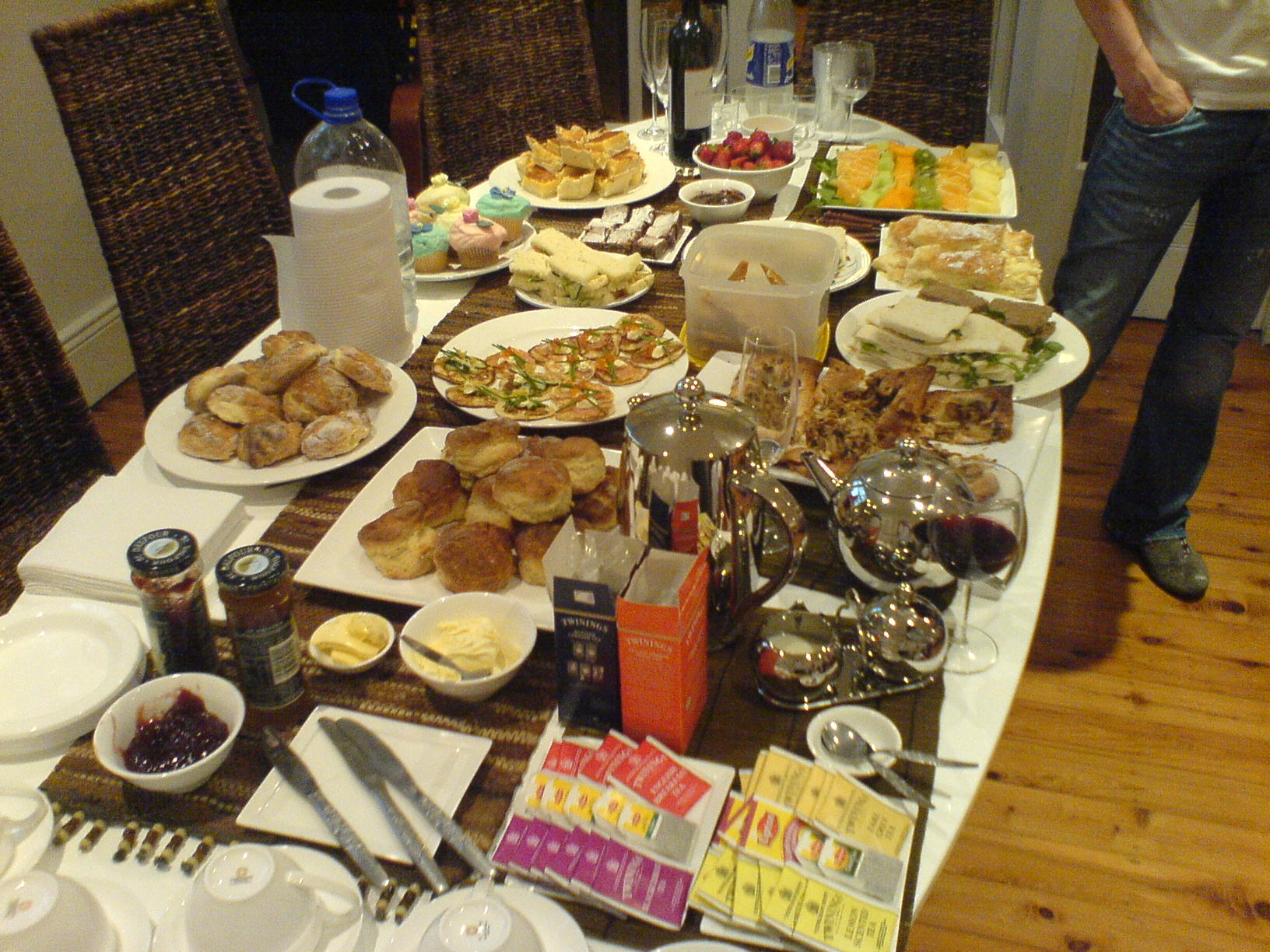
일반 가정집의 스뫼르고스보르드

스뫼르고스보르드(스웨덴어: smörgåsbord)는 스웨덴 요리에서 부페 형식의 식사를 뜻한다. 이는 흔히 휴일의 잔치에서 가족과 손님이 각자 음식을 원하는 만큼 덜어서 먹는다. 식당에서 이 용어는 많은 종류의 작은 접시들을 늘여놓은 부페식 요리로 고정된 금액 안에서 각자가 원하는 만큼 선택해서 먹을 수 있다.
전통적인 스웨덴의 스뫼르고스보르드는 차갑고 뜨거운 음식 둘 다가 포함된다. 관습적으로 차가운 생선 요리(일반적으로 청어, 연어, 장어 등의 다양한 형식의 음식)로 시작해서, 다른 차가운 음식을 먹다가, 스웨덴식 미트볼인 셰트불라르와 또 다른 스웨덴의 별식인 얀손의 유혹(Janssons frestelse 얀손스 프레스텔세[*])과 같은 뜨거운 음식들을 먹는다. 후식은 스뫼르고스보르드에 포함될 수도 있고, 아닐 수도 있다.

## 어원

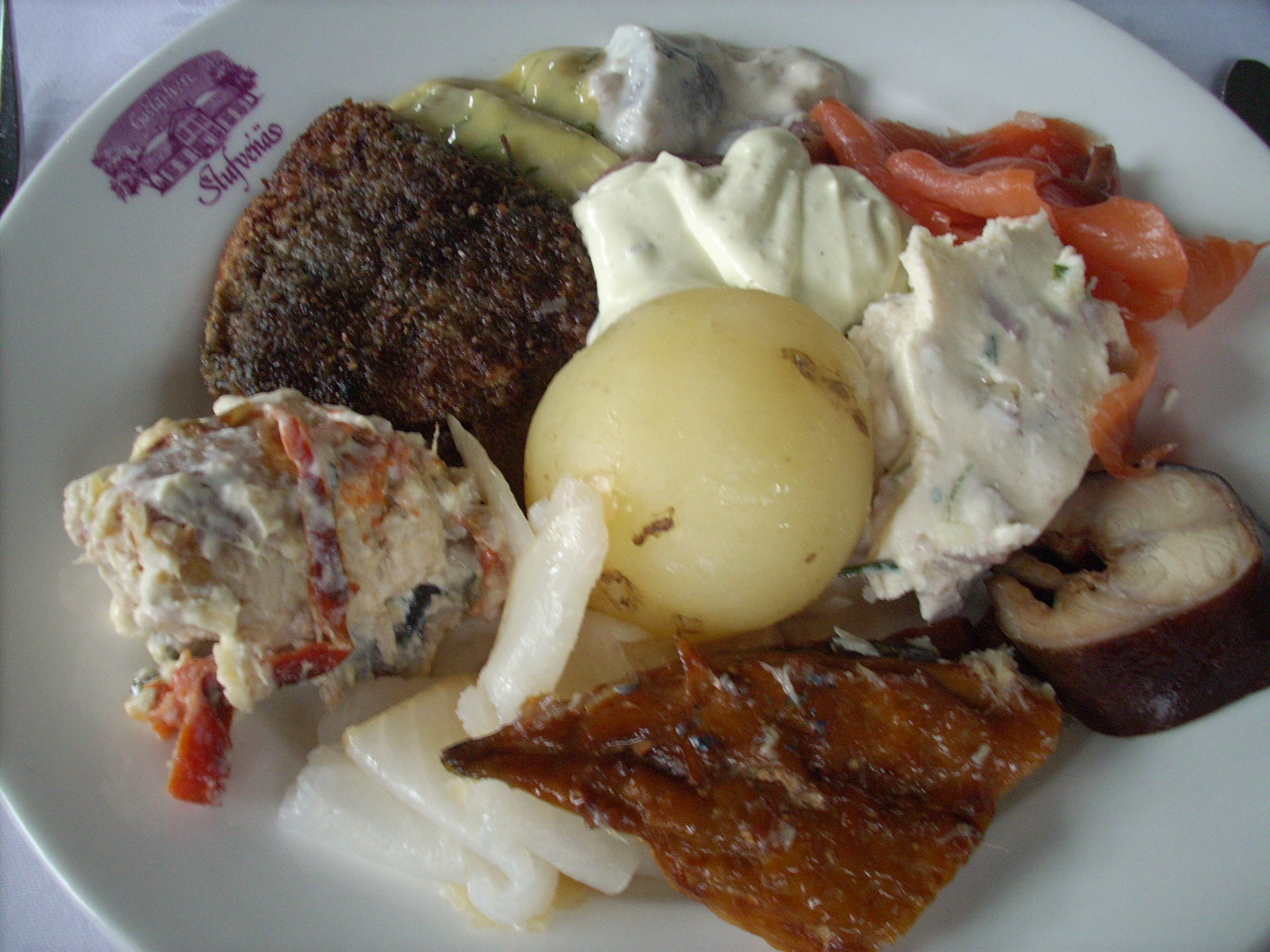
스뫼르고스보르드

스웨덴어인 스뫼르고스보르드(smörgåsbord)는 샌드위치를 뜻하는 '스뫼르고스(smörgås)'와 식탁을 뜻하는 '보르드(bord)'로 구성된 단어이다. 그런데 '스뫼르고스(smörgås)'는 실상 버터를 뜻하는 '소뫼르(smör)'와 '고스(gås)'로 구성되는데, 고스는 예전에 거위를 의미했지만, 지금은 탈지우유에 떠 있던 분리된 버터를 뜻한다.
스웨덴의 언어학자, 카타리나 그륀바움(Catharina Grünbaum)에 따르면, '고스(gås)'는 원심분리기로 분리했을 때, 크림 표면에 형성되며 떠다니던 버터 조각을 뜻한다고 말한다. 이 조각들이 물 위에서 수영하는 통통한 거위떼와 닮았고, 그만한 크기가 빵위에 놓아서 펴바르기에 알맞았다. 그래서 스뫼르고스는 버터와 빵을 함께 부르기 시작했다. 스웨덴에서 '버터 바른 샌드위치(bredda smörgåsar 브레다 스모가사[*])'라는 용어가 최소한 16세기부터 사용되었으며, ‘오늘날 버터 바른 빵’을 의미할 뿐만 아니라, ‘버터 바른 샌드위치 사이에 껴있는 음식물’을 뜻한다.

## 율보르드

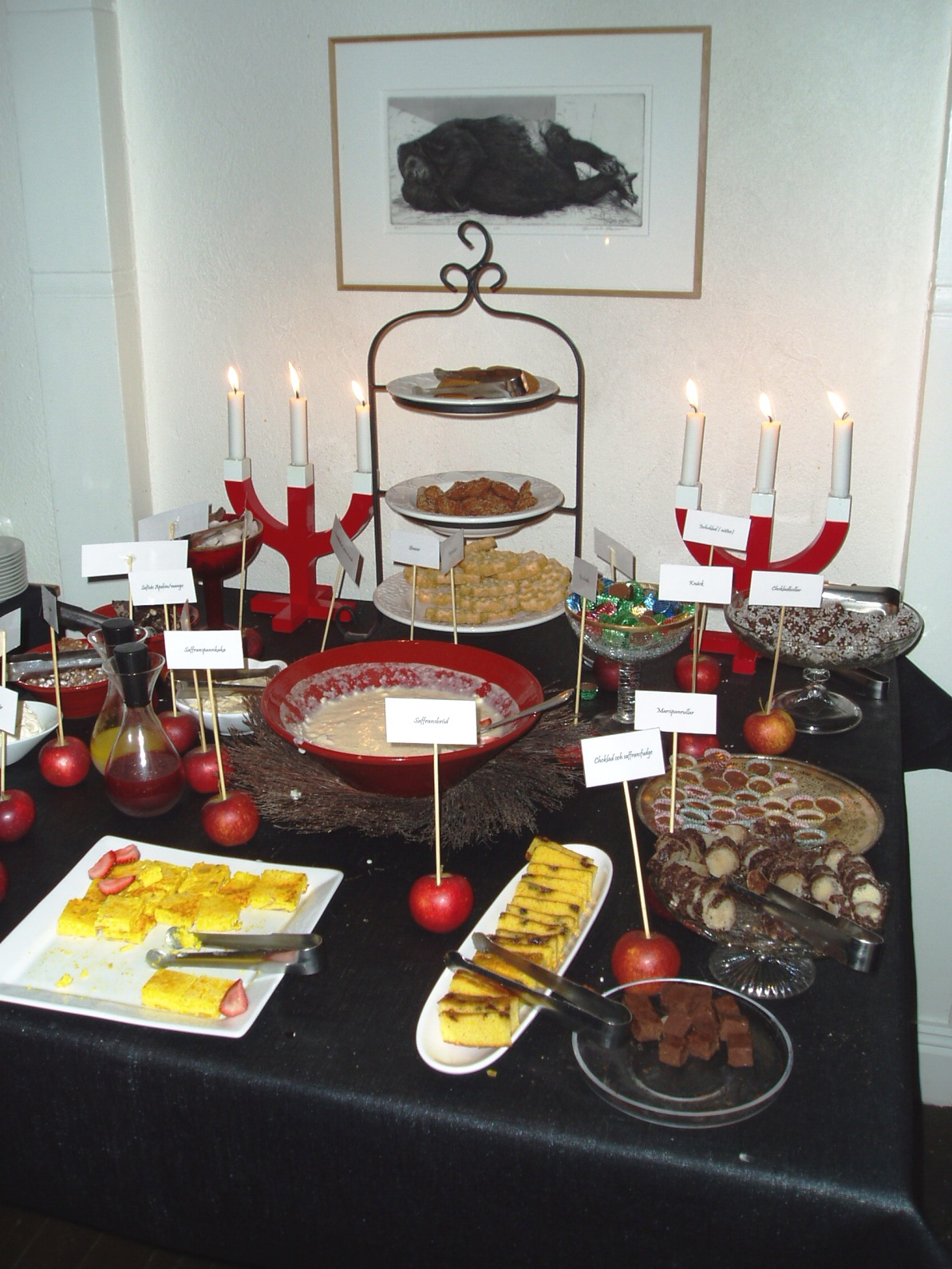
율보르드, 스웨덴의 성탄절 정찬

율보르드(julbord)는 성탄절을 위한 스뫼르고스보르드로, 스웨덴의 성탄절 정찬이다. 이 용어는 스웨덴어에서 성탄절을 뜻하는 율레(Yule)의 '율(yul)'와 식탁을 뜻하는 '보르드(bord)'가 합쳐진 말이다. 스웨덴식 율보르드는 전통적으로 12월 초부터 성탄절까지 집이나 식당에서 먹는 부페를 뜻한다.
전통적인 율보르드는 일반적으로 3가지 주요리로 먹는다. 첫 번째 주요리는 가공한 연어와 절인 청어와 장어를 다양한 양념으로 요리한 음식으로 구성된다. 스웨덴 사람들은 관습적으로 특정 음식은 맛과 식감이 잘 어울리는 음식들과 함께 먹는다. 예를 들면, 청어는 일반적으로 삶은 감자와 완숙한 달걀과 함께 먹으며, 종종 향료를 곁들이거나, 곁들이지 않는 보드카 한잔을 같이 마신다. 두 번째 주요리는 칠면조고기, 구운 쇠고기인 로스트 비프, 성탄절 용 햄인 '율스킨카(julskinka)' 등 얇게 썬 차가운 고기들로 구성된다. 얇게 썬 치즈와 오이, 간 파테는 종종 딱딱한 빵 위에 얹어서 먹는다. 세 번째 주요리는 스웨덴의 미트볼인 '셰트불라르(köttbullar)'와 작은 소시지인 '프린스코르브(prinskorv)', 양배추말이인 '콜돌마르', 젤리처럼 굳힌 돼지고기 족발 요리, 뻑뻑한 화이트 소스에 말린 대구를 재구성한 음식인 '루트피스크', 오븐에 구운 돼지 갈비인 '레브벤스폘(revbenspjäll)', '얀손의 유혹' 등 따뜻한 요리로 구성된다.
율보르드에서 후식은 라이스 푸딩에 계피가루를 뿌린 리스그륀스그뢰트를 포함한다. 전통적으로 아몬드가 리스그륀스그뢰트 안에 숨어져 있는데, 발견하는 사람은 작은 상을 받거나, 행운을 가지게 될 것이라고 생각한다. 

## 같이 보기
- 요울루푀위태
- 포틀럭
- 스웨덴 요리